# Katarzyna Wajda
Katarzyna Wajda z domu Wianecka (ur. 2 lipca 1986 w Poznaniu) – polska aktorka filmowa i serialowa. Najbardziej znana z roli Katarzyny Zawiei w serialu Odwilż oraz Justyny Łuszcz w filmie Jesteś Bogiem.

## Życiorys
Urodziła się w Poznaniu, jednak dzieciństwo oraz młodość spędziła w amerykańskim Seattle, gdzie ukończyła szkołę podstawową, gimnazjum i liceum, a także rozpoczęła przygodę z aktorstwem. Najpierw uczęszczała na zajęcia do teatru Młodzi Polanie przy Domu Polskim w Seattle, a następnie przez dwa lata współpracowała z Jerzym Janeczkiem, który przygotowywał ją do egzaminów na studia aktorskie. W 2005 r. wróciła do Polski, by rozpocząć studia na Wydziale Aktorskim Państwowej Wyższej Szkoły Filmowej, Telewizyjnej i Teatralnej im. Leona Schillera w Łodzi, które ukończyła w 2010 r..

## Życie prywatne
Od 2009 r. jest żoną Mateusza Wajdy (wnuka Leszka Wajdy), z którym ma trójkę dzieci: Tobiasza (ur. 2010), Tadeusza i Wawrzyńca.

## Filmografia
- 2010: Hotel 52 jako Joanna Jabłońska (odcinek 11)
- 2011: Linia życia jako Maria Taniewska
- 2011: Siła wyższa  jako Zosia
- 2012: Jesteś Bogiem jako Justyna Łuszcz, żona „Magika”
- 2012: Przyjaciółki jako Marta
- 2013: Komisarz Alex jako Paulina Klimczak (odc. 36)
- 2017: Ojciec Mateusz jako Marta Czaja (odc. 231 – „Dobry mąż”)
- 2017–2023: Na Wspólnej jako Anna Kolenda
- 2018: Kruk. Szepty słychać po zmroku jako Anka, żona Kruka[6]
- 2019:  Stulecie Winnych jako Władysława Winna, żona Romana (odc. 1-4)
- 2021: Kruk. Czorny woron nie śpi jako Anka, żona Kruka
- od 2022: Odwilż jako starsza aspirant Katarzyna Zawieja
- 2024: Ojciec Mateusz jako Dorota Konopka (odc. 405)